# Лутківка
Лу́тківка — село в Україні, у Маловисківській територіальній громаді Новоукраїнського району Кіровоградської області. Населення становить 278 осіб.

## Історія

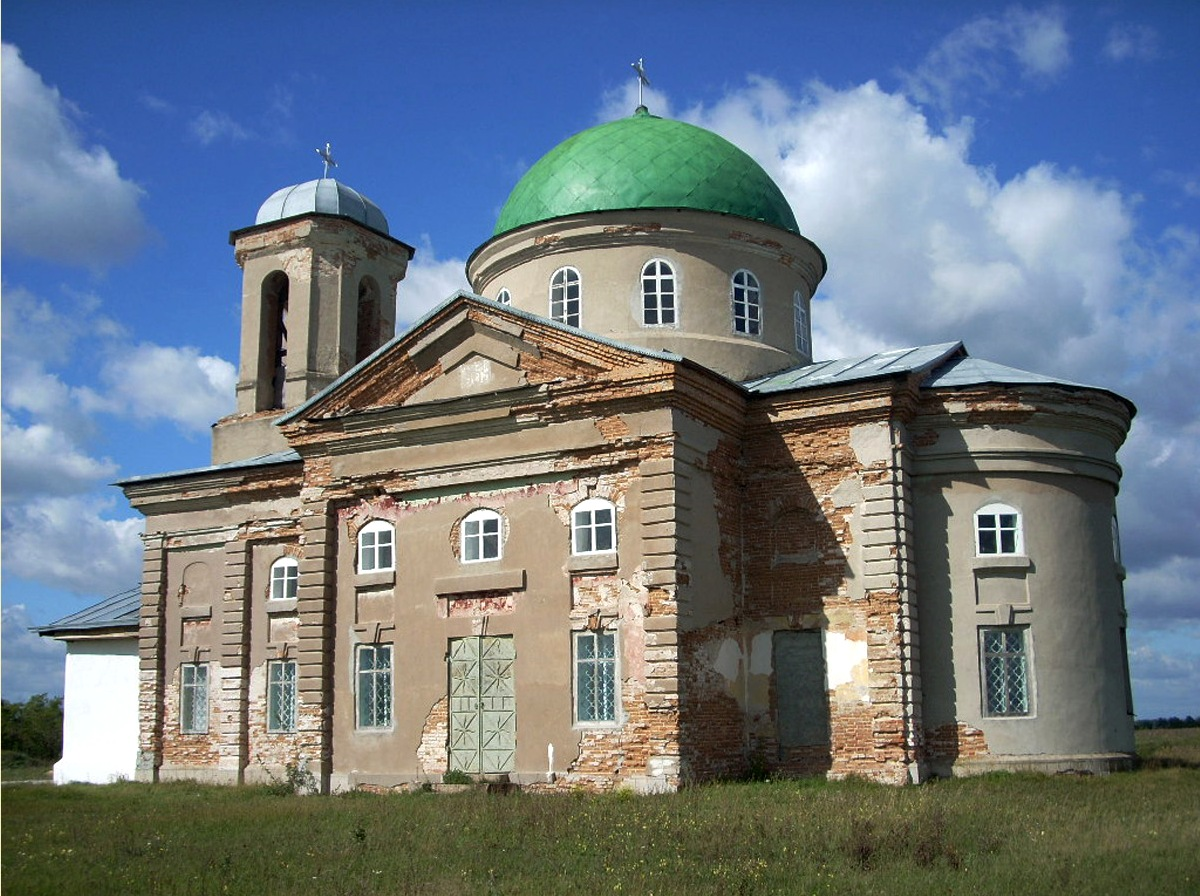
Свято-Іоанна Богословська церква, с. Лутківка

Розташоване у верхів'ї річки Мала Вись, біля її витоків, у басейні Південного Бугу. Територія Мануйлівського старостинського округу лежить в південній частині Придніпровської височини, поверхня рівнинна, порізана ярами, балками та річковими долинами. У надрах виявлені значні запаси уранових руд одного з найбільших у світі Новокостянтинівського родовища, поклади бурого вугілля, здавна використовуються нерудні копалини — глина, пісок, камінь. В сусідньому с. Олексіївка розміщується шахта Новокостянтинівського уранового рудника. Територія сільської ради багата на родючі чорноземи, у селі є кілька ставків.
Залюднена місцева територія була здавна : на території села трапляються випадкові знахідки - нуклеуси, уламки кам'яних сокир з ознаками якісного шліфування та свердління доби бронзи, наконечники стріл скіфського типу, зброя князівської та козацької доби, уламки кераміки. На межах з сусіднім с. Олексіївка  є  курган залізного віку.
Утворення села пов'язане з освоєнням Маловисківщини українським козацтвом та формуванням тут Новосербської лінії укріплення за часів імператриці Єлизавети у XVIII столітті. Дана територія до середини XVIII ст. входила до складу Запорозької січі, Задніпрських сотень лівобережної Гетьманщини. Під 1752 роком в джерелах згадуються у верхів'ях р. Мала Вись, в байраках «Довгенькому», «Густому», «Ясеновому», пасіки київських Михайлівського та Видубицького монастирів, «новомиргородського козака Лебединця». В с. XVIII ст. певний час дана територія належала до володінь керівника Новосербії, генерала Івана Хорвата.
В 1767 р. секунд — майор Чорного гусарського полку Олексій Лутковський отримав біля витоків Малої Висі  під заселення слободи земельну дачу на 48 дворів розміром 1248 дес., на якій він засновує слободу Олексіївку (тепер - с. Лутківка). На початок 1783 р. тут налічувалось вже 30 дворів.
Перша детальна статистична інформація в доступних писемних джерелах про населені пункти Мануйлівської сільської ради сягає 1787 року. В «Описі до Атласу Катеринославського намісництва (изъяснение Новомиргородского уезда)» згадується земельна дача № 74 «Села Алексеевского майора Лотковского», у якому:121 осіб чол. статі та 112- жіночої, всього 233 особи, розмір дачі — 3351 дес. «удобной земли». Відтоді й до с. 20 ст. Олексіївка була основною назвою цього населеного пункту, і тільки згодом трансформувалась в сучасну — «Лутківка». Назва села походить в обох випадках від імені та прізвища першого власника тутешніх земель. Також у цей час поселення в джерелах ще інколи називається "Ясенове",( від назви одного з туттешніх "байраків").
Олексій Іванович Лутковський (1743—1814), перший власник земельної дачі в період Єлисаветградської провінції (1764—1782), засновник с. Олексіївка (Лутківка). Гусарський секунд-майор (молодший штаб-офіцерський чин у російських військах), належав до старовинного російського дворянського роду, засновниками якого в с. XVI ст. були Іван і Томило Істоміни -Лутковські. Він народився в 1743 році в родині капітана (з 1733 р.) Івана Гавриловича Лутковського, як дворянин перебував на військовій службі, під 1767 роком поручик Олексій Лутковський згадується у списку Чорного гусарського полку. Був одружений із княжною Марією Сергіївною Баратовою (1755—?)  рідною сестрою Катерини Сергіївни Баратової (Кудашевої), яка була дружиною князя Кудашева — власника Маловисківських земель в к. XVIII ст. Подружжя дало початок чисельній гілці цього роду Лутковських, життя і діяльність якого пов'язані з історією с. Лутківка. Як встановив дослідник Б. Шевченко, в 1780—1782 рр. в с. Алєксєєвка було вперше побудовано православний дерев'яний храм, з 1782 р. в метричній книзі якого реєструвалися місцеві цивільні акти, народження дітей Лутковських та інші події. Дворяни - землевласники влаштували в селі економії, збудували тут досить великі й розкішні маєтки. Поблизу дворянських господарств тулилися хатини місцевих селян — кріпаків. В 1814 р. засновник села помер, і був похоронений біля місцевої церкви св. Івана Богослова.

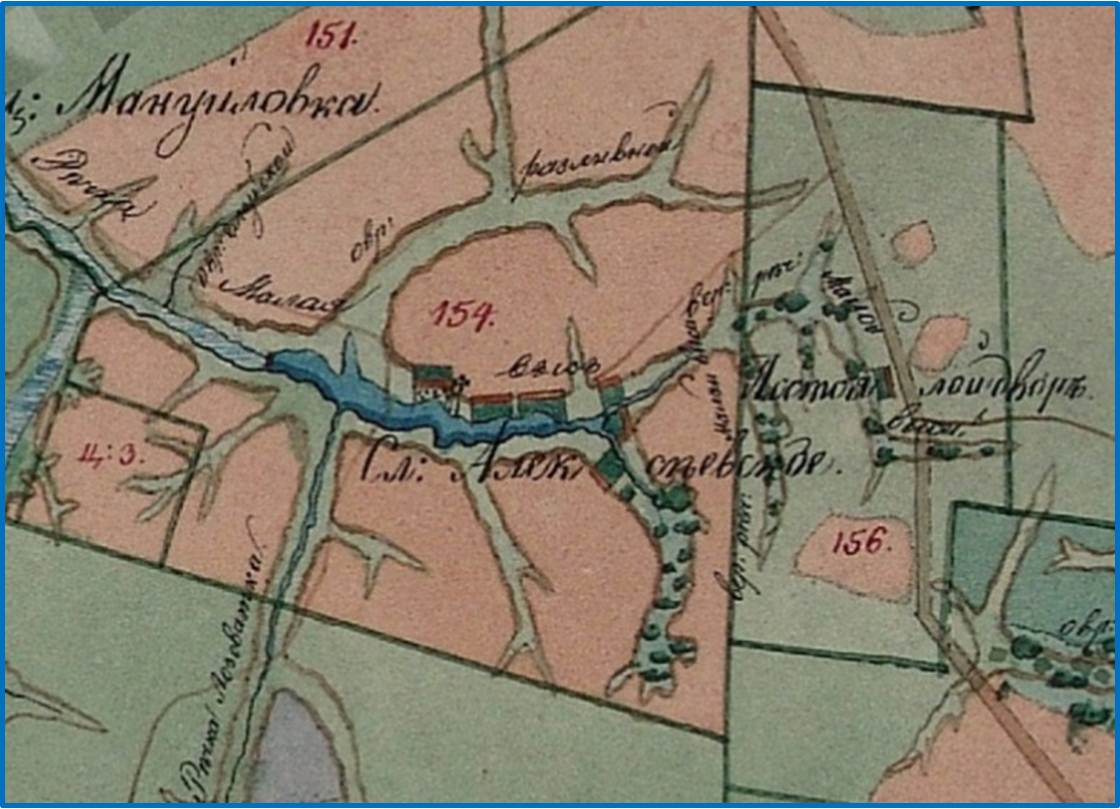
Села Мануйлівка та Лутківка на Плані генерального межування Херсонської губернії, бл. 1828 р.

В першій половині 19 ст. поселення було слободою Олексієвською, активно розвивалося і перебувало у складі Єлисаветградського, Бобринецького повіту Херсонської губернії. В 1822 р. в Алєксєєвці було збудовано вже з цегли православний храм св.. Івана Богослова, споруда якого, ймовірно,  використовувалась релігійною громадою й у наш час.  Біля церкви розміщувалось  кладовище, де було багато поховань Лутковських 19-20 ст. 
Чисельні нащадки Олексія Лутковського проживали в селі, господарювали у власних маєтках, володіли місцевими кріпаками, служили у війську, або чиновниками в державних установах. На мапах першої половини 19 ст. поселення позначається Олексіївка (Лутковского), тут був панський двір, 2 вітряні млини, скотний двір, винокуренний завод, на важливому тоді шляху з Новомиргорода до Великої Виски — «корчма Лутковского». В середині XIX ст., Алєксєєвка нараховувала 64 двори і отримала статус містечка. Місцевими землями володіли Олександр та Петро Вікторович Лутковські. Олександр Вікторович був не тільки крупним землевласником, мав в Олексіївці конезавод, але й займав досить високу посаду «уездного предводителя дворянства» в Бобринецькому повіті Херсонської губернії. 

У пореформений період місцеві селяни стали особисто вільними, але отримали у власність за реформою 1861 року, у середньому, лише бл. 4 десятини землі на господарство. В другій половині 19 століття містечко Алєксєєвка активно розвивалося, за «Результатами подвірного перепису Єлисаветградського повіту Херсонської губернії 1883—1885 років» тут нараховувалось 140 господарств, 137 жилих приміщень, 176 — господарських. Жителям села належало 3142 десятини землі, 38 % площі були зайняті посівами. 3 140 господарств 3 належали дворянам разом з 2531 дес. землі (81 %). У 80-х роках 19 ст. тутешня сільська община придбала за допомогою Селянського банку у місцевого поміщика ще 400 дес. землі, яка прилягала до селянських наділів. В 1886 р. Алєксєєвка у складі трьох частин (Петровки, Лутковки, Ясиноватки) — містечко: 93 двори, 493 жителі, з православною церквою, двома лавками. За «Списком населенныих мест Елисаветградского уезда Херсонской губернии на 1894 г.» Алєксєєвка (Лутковка) налічувала дворів — 129, жителів — 710 (343 чол. і 367 жін.); православна церква, школа, учнів- 45 (30 хлопч. і 15 дівч.); 3 лавки; корчма. Також тут «при селе Алексеевка» зареєстровані «усадьба» Лутковського — 1 двір, жителів 34 (13 чол. і 21 жінка); «хутор Мохортов» — двір — 1, жителів 130 (100 чол. і 30 жінок); «економія Соколовського»: двір — 1, жителів — 61 (29 чол. і 32 жін.). Наприкінці XIX ст., поруч з Лутковськими, в селі згадуються нові землевласники — Соколовські, Рогальові, Сцібор- Мархотські. Станом на 1902 р. Івано — Богословська церква с. Алєксєєвка володіла 120 десятинами землі, при церкві нараховувалося 1554 прихожан, священником був Григорій Постриганєв, тут діяла школа грамоти, створена ще в 1862 р. В 1905 р. (1872?) споруда церкви, ймовірно, була повністю перебудована на попередньому місці. Також наприкінці XIX — на початку XX ст. тут діяла в окремому приміщенні неподалік церкви св. Івана Богослова земська школа.

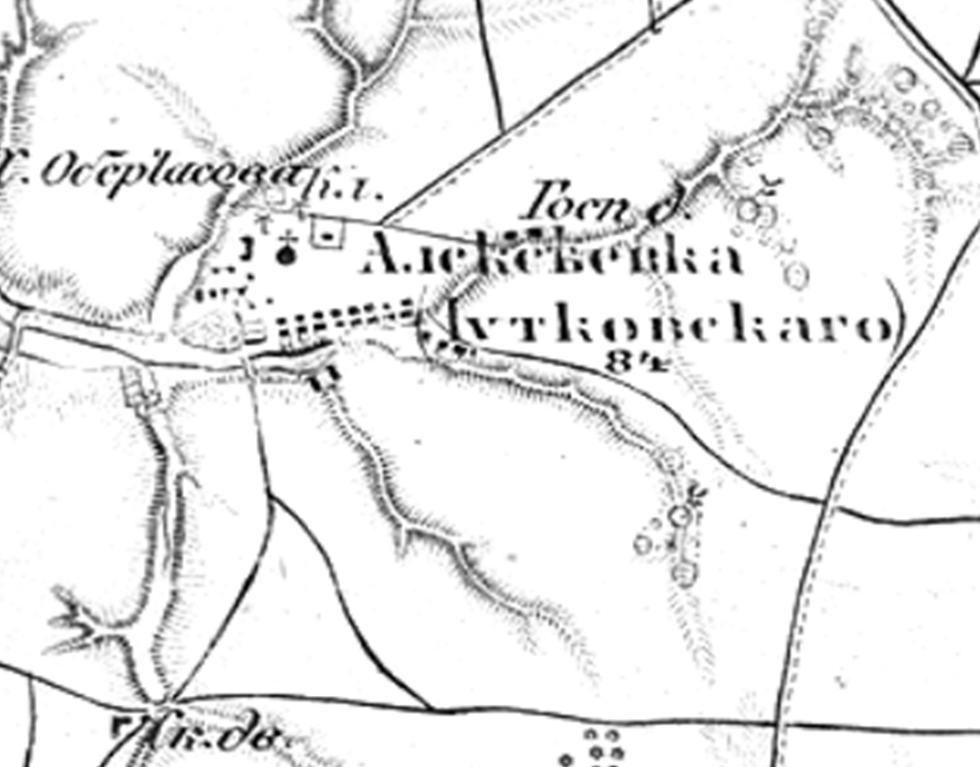
с. Лутківка на військово — топографічній карті Херсонської губернії 1855—1877 рр. (лист 1869 р.)

В к. 19 ст. великі земельні володіння поблизу Алєксєєвки придбав поляк, граф Казимир Карлович Стібор-Мархотський (1856—1914). Він народився 1856 р. на Одещині, у маєтку Любомила, закінчив 4- ту одеську гімназію, одружився з Амелією Кіткою-Соколовською, у них народилося 3 дітей. Землі графа простягалися від с. Оситна до с. Лозуватка, були поділені на 4 економії, їх площа сягала 5,5 тис. десятин. У маєтку були 2 конезаводи, 2 парові млини, вітряні млини, господарські двори з сільськогосподарською технікою, водяними свердловинами. Одна з економій і, ймовірно, житловий будинок Казимира Стібор — Мархотського розташовувались в с. Алєксєєвка. Є відомості про господарську підприємливість графа, але й про його запальний і конфліктний характер, зверхнє ставлення до місцевого трудового люду. В 1907 р. з особистих мотивів він побив в ресторані міського голову Єлисаветграда, в 1908 — стріляв на дорозі у поштову карету. В 1910 р. Казимир збанкрутів, втратив маєтності. В 1914 р. пішов добровольцем до російської армії і загинув під час бойових дій під час І Світової війни проти німецьких військ в польському місті Рипін 1.
Під час російської революції 1905 — 7 років в Олексіївці (Лутківці) відбулися селянські заворушення через аграрне питання. Під час подій революції та громадянської війни 1917—1921 років місцеві землевласники втратили свої володіння, у лютому 1918 р. в Лутківці вперше було проголошено встановлення радянської влади, але в наступні роки сільчани ще бачили тут війська Четвертного союзу, Н.Махна, УНР, генерала Денікіна, повстанців Холодного яру. В грудні 1918 року у своєму маєтку був убитий дворянин О. О. Лутковський та дружина, його син і донька приєдналися до Добровольчої Армії Денікіна. Місцеві селяни зруйнували економію Мархотських. Доля цих та інших землевласників губиться в буремних подіях громадянської війни.
Із закінченням громадянської війни в 1920-21 р. радянська влада роздала колишні панські землі місцевим селянам. В 1921-22 роках в селі діяла рада селянських депутатів, комітет бідноти, в системі адміністративного устрою УРСР після 1921 р. село вже не поділялося на частини (економії, хутори), а стало єдиним населеним пунктом з назвою Олексієво — Лутківка, і центром окремої сільради. В 1921-22 роках місцеві селяни пережили голод. У роки НЕПу жителі села господарювали родинами на власних земельних ділянках. У 20-х роках в приміщенні Алєксєєвської колишньої земської школи діяла початкова трудова школа. В 1920 р. в Лутківці народився Касян Іван  Іванович (1920-1990), згодом — видатний лікар, учасник команди, яка в 1950—70-х рр.., здійснювала медичний супровід перших пілотованих космічних польотів в СРСР.
В 1928 році в усіх тутешніх селах почалась колективізація — були утворені СОЗи, а з переходом до політики «суцільної колективізації» насильницькими методами в Лутківці в 1930—1932 рр. утворено колгосп імені 17-ї Партконференції. Колективізація супроводжувалася «розкуркуленням», під час якого цілі родини втратили землю та майно, й опинилися в далекому Сибіру, чи були вислані на околиці сіл. В 1932—1933-х роках жителі села, як і мільйони українських селян, стали жертвами сталінського Голодомору. За спогадами очевидців, від голоду померло багато сельчан, мали місце факти канібалізму та вбивства матерями своїх дітей. Також є відомості про активний опір насильницькій колективізації. В другій половині 30-х років нове колгоспне життя поступово налагоджувалось, колективна праця стала більш продуктивною, достаток селян покращився. У цей час частина жителів села стали жертвами сталінських репресій, були розстріляні чи потрапили до системи ГУЛАГу. В 1930-ті роки Олексієво-Лутківська школа була реорганізована в семирічну.
В роки радянсько-німецької  війни 1941—1945 рр. жителі Лутківки мужньо воювали в лавах Радянської армії та пережили страхіття фашистської окупації. Під наглядом старости, поліцаїв вони вимушені були важко працювати на окупантів на полях, прибиранні  доріг взимку. Були насильно вивезені до Рейху на примусові роботи десятки жителів. В період окупації діяв місцевий храм у складі УАПЦ. Є відомості, що його священник Коваленко підтримував зв'язки з українським націоналістичним підпіллям, за що в 1946 році був репресований радянською владою. В 1941,1944-45 роках 246 жителів Мануйлівки, Лутківки, Новокостянтинівки пішли на фронт, з них 156 загинули, 68 в роки війни нагороджені орденами і медалями. 13 березня 1944 року (за іншими даними 11.03.44 р) бійці 33-го Гвардійського стрілецького корпусу, при підтримці 48-го стрілецького корпусу звільнили село від нацистських окупантів. У цей день відступаючі  німецькі військові намагалися підірвати жителів села в приміщенні церкви, але стрімкий наступ радянських бійців не дав здійснити цей злочин.
Після Перемоги, ціною самовідданої праці місцевих жителів, був відбудований колгосп ім. 17-ї партконференції. В 1946—1947 роках до повоєнних нестатків додався голод. 1950 року три місцеві господарства були об′єднані в один великий колгосп ім. 17-ї партконференції, центральна садиба  якого розташовувалась в с. Мануйлівка. 1954 року Лутківська та Мануйлівська сільські ради були об'єднані в одну — Мануйлівську, центром якої стало с. Мануйлівка.
В 1960-ті роки колгосп ім. 17-ї партконференції серед інших господарств став одним з провідних у районі, і спеціалізувався на вирощуванні і відгодівлі великої рогатої худоби, вирощуванні зернових і технічних культур. Значна частина прибутків колгоспу була направлена на розвиток соціальної сфери сіл Мануйлівка і Лутківка. До районного центру було прокладено дорогу з твердим покриттям (бруківку), збудовано сільський клуб, 2. До кінця 60 — х було повністю завершено електрифікацію будинків жителів сільської ради. Також тоді було зруйновано залишки споруд колишніх маєтків Лутковських, Мархотських. В 1964 р. споруда церкви св. Івана Богослова була вилучена у громади віруючих та використовувалась як колгоспний склад, зазнала значних руйнувань.
У 70-80- ті роки, в результаті реорганізації, було утворено колгосп ім. Щорса, який включав й землі поруч з с. Лутківка, частина жителів села трудилися в цьому господарстві. 1983 року в сусідній Мануйлівці було споруджено нове сучасне приміщення восьмирічної школи, у якій почали навчатися й діти з Лутківки. У цьому ж році припинила діяльність Олексієво-Лутківська восьмирічна школа. 90-ті роки пройшли для жителів Лутківки як період серйозних змін та випробувань. В ході аграрної реформи колгоспники стали власниками паїв, колгосп було реорганізовано на КСП. В 2000- х роках власники паїв утворили 2 господарства нового типу — СТОВ «Славутич» та «Довіра», 4 фермерські господарства. Згодом СТОВ «Довіра» припинило діяльність, частину місцевих паїв орендує СТОВ «Карат».
В селі є діючий храм — Івано — Богословська церква, що належить до УПЦ МП та є пам'яткою архітектури місцевого значення (споруда 1822 р., ймовірно перебудована бл. 1872,  або 1905 р.) в стилі класицизму)1.

## Населення
Згідно з переписом УРСР 1989 року чисельність наявного населення села становила 294 особи, з яких 120 чоловіків та 174 жінки.
За переписом населення України 2001 року в селі мешкало 277 осіб.

### Мова
Розподіл населення за рідною мовою за даними перепису 2001 року:
| Мова       | Відсоток |
| ---------- | -------- |
| Українська | 98,56 %  |
| Російська  | 1,44 %   |